# Guillaume Apollinaire

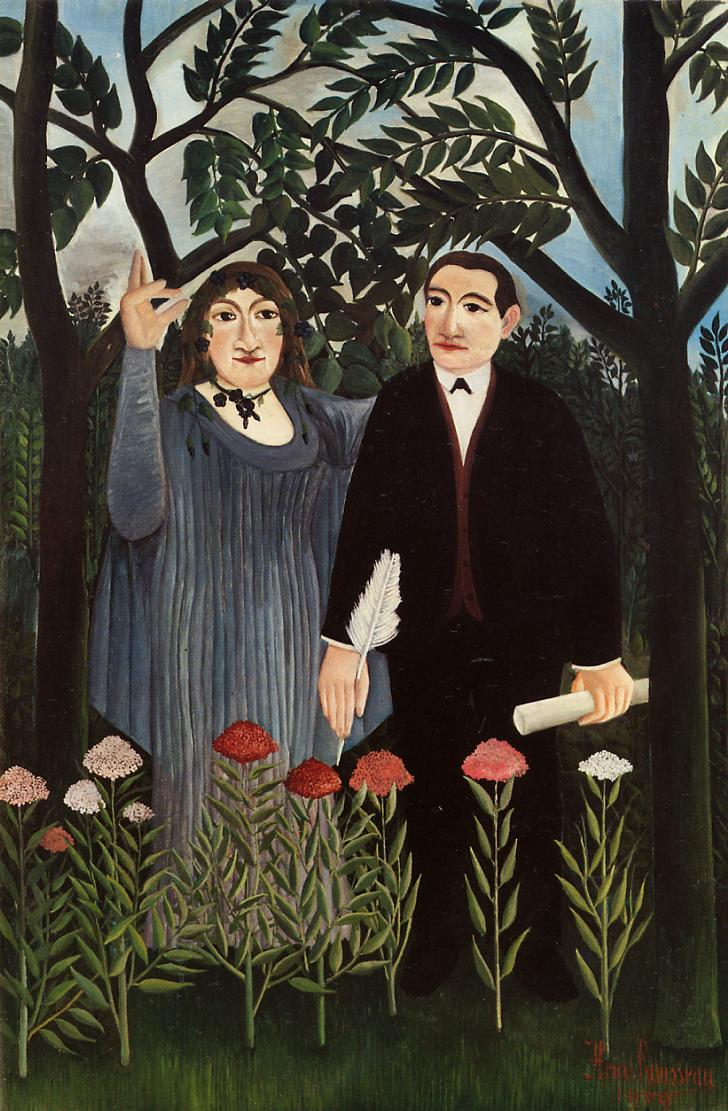
Muza inspirująca poetę, obraz pędzla Henri Rousseau przedstawiający Guillaume’a Apollinaire’a i Marie Laurencin, 1909

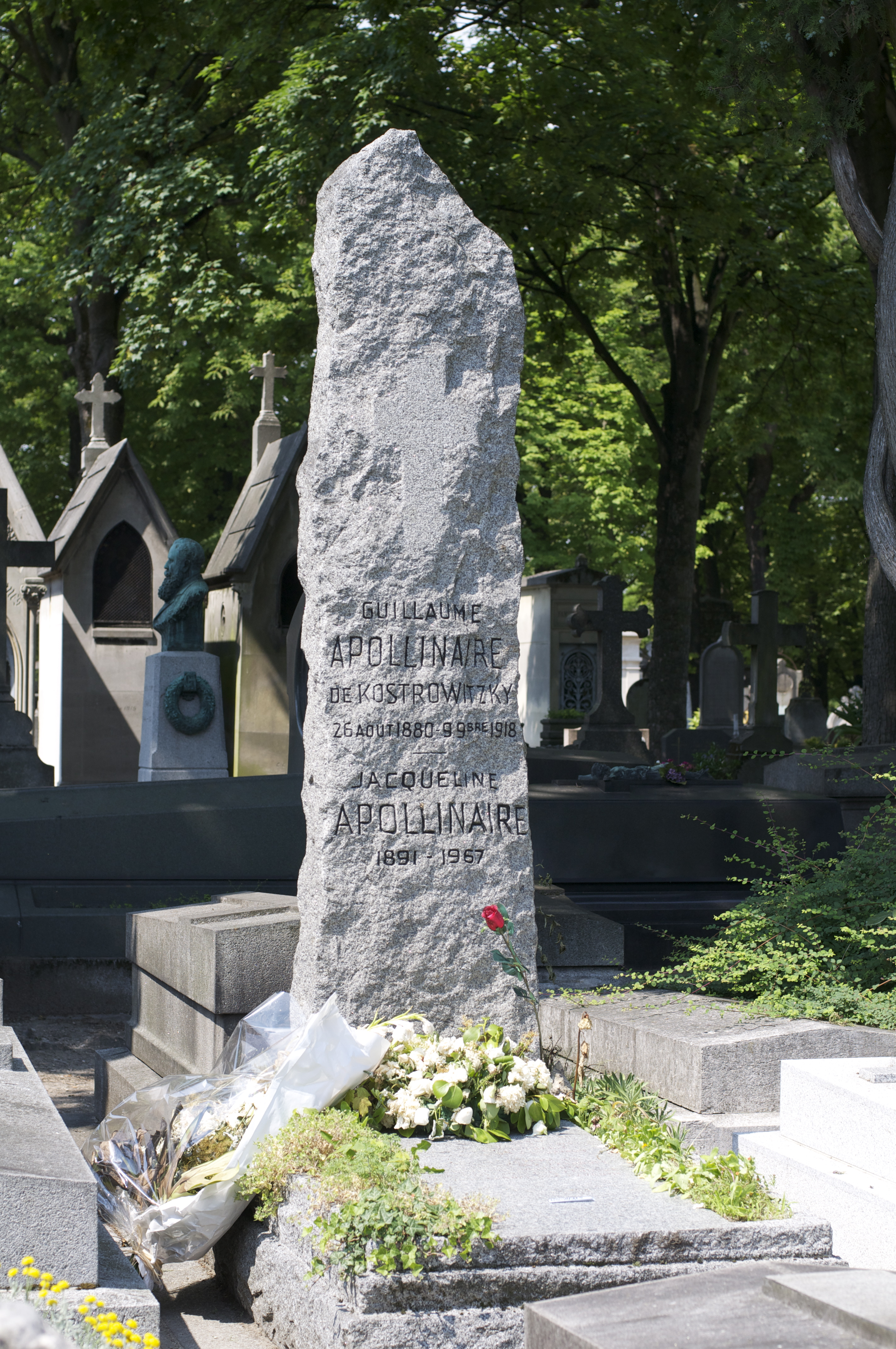
Grób poety na cmentarzu Père Lachaise

Guillaume Albert Vladimir Alexandre Apollinaire de Kostrowitzky (fr. ɡijom apɔliˈnɛʁ) właśc. Wilhelm Apolinary Kostrowicki lub Wilhelm Apollinaris de Kostrowitski  (ur. 26 sierpnia 1880  w Rzymie , zm. 9 listopada 1918  w Paryżu ) – francuski pisarz i krytyk sztuki polskiego pochodzenia . Jeden z głównych przedstawicieli francuskiej awangardy poetyckiej, twórca terminu surrealizm.

## Życiorys

### Pochodzenie
Pochodził ze szlacheckiej rodziny herbu Wąż. Najprawdopodobniejsza wersja (tzw. „hipoteza rzymska”) dotycząca pochodzenia jego ojca, proponowana przez biografa poety Marcela Adéma, mówi, iż był nim włoski arystokrata o szwajcarskich korzeniach, rzymianin Francesco Flugi d'Aspermont. Inne, mniej prawdopodobne, hipotezy utrzymywały, iż ojcem mógł być pewien duchowny wyższego stopnia lub Alzatczyk Juliusz Weil, późniejszy towarzysz życia matki poety (jednakże w roku urodzenia Guillaume’a miał 12 lat). Pewne jest natomiast to, iż matką Guillaume’a była polska szlachcianka Angelika Kostrowicka, o 20 lat młodsza od d’Aspermonta. W dzieciństwie mówiono o niej, iż jest dzieckiem „niezwykle trudnym”, zaś w latach późniejszych przejawiała zamiłowanie do hazardu. Poeta był wnukiem Apolinarego Kostrowickiego, byłego kapitana rosyjskiego wojska, papieskiego Szambelana Szpady i Płaszcza. Badacze biografii poety mieli duże problemy ze zidentyfikowaniem jego dziadka. Wcześniejsze przypuszczenia mówiły, iż jest nim szlachcic Michał Kostrowicki (również rosyjski oficer), który został zesłany na Sybir za uczestnictwo w powstaniu, a następnie wyemigrował. Kolejne badania wykazały jednak, iż Michał Kostrowicki i dziadek poety – Apolinary, to dwie różne osoby. Apollinaire żartował niekiedy, że jest synem rosyjskiego generała; jednakże tajemnica własnego pochodzenia była dla niego problemem niezwykle nurtującym, co łatwo można odnaleźć w jego twórczości poetyckiej.

### Życie
Guillaume Apollinaire dzieciństwo spędził w Rzymie z matką i młodszym o dwa lata bratem Albertem. Przez pewien czas rodzina przebywała także w Bolonii. Związek Angeliki z Francesco Flugi d’Aspermontem został zerwany pod presją jego rodziny, po czym matka wraz z dziećmi przeprowadziła się do Monako. Początkowo Guillaume uczył się w kolegium Saint-Charles, następnie w kolegium Stanislas w Cannes, a później w liceum w Nicei. W tych latach przeszedł okres wielkiej żarliwości religijnej; następnie zaczął interesować się literaturą, a w szczególności poezją symbolistów. Wtedy też napisał pierwsze swoje utwory, które wydawał z przyjacielem Ange Toussaint-Luca. Poeta przyjął wtedy pseudonim Guillaume Macabre. Uczył się dobrze, jednak maturę, którą pisał w 1897 – oblał. Po tym wydarzeniu jego zainteresowanie literaturą wzrosło jeszcze bardziej. Matka, wraz ze swym towarzyszem życia – Juliuszem Weilem i synami, postanowiła opuścić Niceę. Rodzina przebywała krótko w Aix-les-Bains i Lyonie, po czym wiosną 1899 osiedliła się w Paryżu. Jeszcze w tym samym roku Angelika i Juliusz wyjechali do Belgii (do Spa), umieszczając chłopców na kilka miesięcy w niedalekim pensjonacie w Stavelot. To tu Guillaume napisał swoje pierwsze opowiadania i szkic do Gnijącego czarnoksiężnika (L’Enchanteur pourrissant). Gdy poeta powrócił do Paryża, postanowił znaleźć pracę; ukończył także kurs scenografii, jednak nie znalazł zatrudnienia w tym zawodzie. Pracował jako asystent pewnego literata, a także w piśmie „Tabarin”. Około 1899-1901 zaczął pisać Poetę zamordowanego (Le poète assassiné); wtedy też powstało kilka wierszy, które później miały wejść do Alkoholi (Alcools). W sierpniu 1901 wyjechał do Nadrenii, gdzie napisał jeden ze swych ważniejszych cykli Wiersze nadreńskie (Rhénanes). Podczas tego pobytu doświadczył również pierwszej wielkiej, lecz nieszczęśliwej miłości; zakochał się w Annie Playden, ona jednak nie przyjęła jego oświadczyn. Następnie udał się w podróż do Niemiec, Czech i Austrii. Szczególnie istotny dla jego twórczości okazał się pobyt w Wiedniu i Pradze (gdzie napisał opowiadania Przechodzień z Pragi – Le passant de Prague i Polowanie na orła – La chasse à l’aigle).
15 września 1901 w miesięczniku „La Grande France” przypadł jego debiut poetycki, zaś jako prozaik debiutował w marcu 1902 w piśmie „La Revue blanche” opowiadaniem L’Hérésiargue (Herezjarcha) pod pseudonimem Guillaume Apollinaire. W tym czasie następują również początki jego kariery jako dziennikarza. W 1902 wrócił do Paryża. Zaczął wchodzić w środowisko literackie, coraz częściej publikować (m.in. w tygodniku „L’Européen”), a także bywać na Wieczorach (Soirées) organizowanych przez miesięcznik „Le Plume” (podczas których czytał swoje Wiersze reńskie), gdzie nawiązał liczne znajomości. Podczas wieczorów powstał zarys przyszłej grupy literackiej; osoby te łączyła chęć odnowienia poezji, a także założenia własnego pisma.
Apollinaire był jednym z najważniejszych członków artystycznej społeczności paryskiego Montparnasse’u. Jego przyjaciółmi i współpracownikami byli między innymi Pablo Picasso, Louis Marcoussis, Max Jacob, André Salmon, Marie Laurencin, André Breton, André Derain, Faik Konica, Blaise Cendrars, Pierre Reverdy, Jean Cocteau, Erik Satie, Ossip Zadkine, Marc Chagall i Marcel Duchamp, Gertrude Stein, René Dupuy. W roku 1911, przyłączył się do Szkoły z Puteaux będącej forpocztą kubizmu.
Krótko po wybuchu I wojny światowej ochotniczo zaciągnął się do wojska . Służył w Legii Cudzoziemskiej. W roku 1916, z powodu rany głowy po wybuchu granatu, został przeniesiony do rezerwy.
W 1918 roku zmarł w Paryżu z powodu grypy „hiszpanki”. Pochowany na Cmentarzu Père-Lachaise.

## Twórczość
Apollinaire był początkowo związany z fowistami, następnie z kubistami, torował drogę surrealizmowi (twórca tego terminu), trudno jest go wpisać jednak w kontekst jednego z nurtów epoki, bowiem nie interesowały go żadne „izmy”, a skupiony był na swojej własnej drodze artystycznej, którą określał czasem mianem „orfizmu dramatycznego”.
Chociaż najbardziej znany jest jako poeta, jego twórczość obejmuje także utwory prozatorskie i eseistykę. Najbardziej popularne zbiory jego poezji to Alkohole (Alcools) i Kaligramy (Calligrammes); napisał powieść Poeta zamordowany (Le poète assassiné). Odegrał ważną, często inspirującą rolę w kształtowaniu awangardy, zarówno w poezji, jak i sztuce. Wielokrotnie oceniał obrazy ówczesnych artystów na łamach francuskich magazynów, sympatyzując z kubistami, których twórczość zdawała się najbliższa jego własnej teorii sztuki. Postulował on malarstwo niefiguratywne, abstrakcyjne.
Piosenki do tekstów Apollinaire’a śpiewali m.in. Yves Montand, Léo Ferré, Marc Lavoine, Serge Reggiani i Georges Brassens.

### Wybrane dzieła
- 1900 - Que faire? - jako pisarz-widmo, na zlecenie adwokata Esnarda
- 1900 - Mirely ou le Petit Trou pas cher - dzieło zaginione
- 1901 - Wiersze nadreńskie (Rhénanes)
- 1902 - Herezjarcha (L'hérésiargue)
- 1907 - Jedenaście tysięcy pałek, czyli miłości pewnego hospodara (Les onze mille verges ou les amours d'un hospodar)
- 1908 - Gnijący czarodziej (L'enchanteur pourrisant)
- 1908 - La Phalange Nouvelle
- 1910 - Heretyk i Ska (L'hérésiargue et Cie)
- 1911 -  Zwierzyniec albo świta Orfeusza
- 1911 - Les Exploits d'un jeune Don Juan
- 1913 - Alkohole (Alcools)
- 1913 -  Antytradycja futurystyczna
- 1916 - Poeta zamordowany (Le poète assassiné)
- 1917 - Piersi Tyrezjasza (Les mamelles de Tirésias)
- 1917 - Duch nowych czasów i poeci
- 1918 -  Kaligramy (Calligrammes)
- 1925 - Jest (Il y a)
- 1928 - Malowniczy współcześni (Pittoresques contemporains)
- 1952 - Czatujący w smutku (Le guetteur mélancholique)
- 1955 - Wiersze dla Lou (Poèmes à Lou)
- 2019 - Poezje. Nowe przekłady/Poésies. Des nouvelles traductions.                                                                                     Wybrał, z francuskiego przełożył i opracował Ryszard Mierzejewski